# アンズタケ
アンズタケ（杏茸、学名: Cantharellus cibarius、Cantharellus anzutake）はアンズタケ属の小型から中型の菌根性の食用きのこ。和名はアンズ（アプリコット）の香りを持つことからアンズタケとよばれる。この香りは乾燥させると強くなる。別名ジロル。フランスではジロールとよばれる。傘や柄は橙色から黄色をしていて、地方によりミカンタケ、ウコンタケ、キンツナギ、コモタケなどの愛称でよばれる。ただし、この仲間のきのこは肉眼では見分けがつきにくく、同属の何種かがアンズタケと総称されている場合が多い。

## 分類
日本では1908年に川村清一により初めて報告されたが、これまで詳細な分類学的検討は十分なされていなかった。このため、信州大学の小川和香奈らが日本各地に自生するアンズタケの生体と標本の形態並びに核リボソームDNAを調査したところ、4つのクレードに分かれることが判明した。このうち、狭義のアンズタケを含むクレードは北海道で採取されたサンプルから発見され、川村が報告した「アンズタケ」の特徴に一致するサンプルはインド産の C. applanatus と近縁であること、さらにアメリカ産の C. formosus 及び C. altipes に近縁なクレードが発見された。このため、狭義のアンズタケ以外の三種は未記載種だと考えられている。
2019年に系統的に異なる日本産アンズタケ（Cantharellus anzutake）が独立種とされた。

## 分布・生態
汎世界的に分布する。日本では北海道にアンズタケとされる C. cibarius が分布する。また本州以南には、アンズタケとは形態的に類似するが、系統的に異なる C. anzutake が分布する。
夏から秋にかけて（主に秋）、マツや広葉樹が混生する雑木林や針葉樹林内の地上に発生する。外生菌根菌で、毎年同じ場所に群生または散生し、しばしば菌輪を描く。

## 形態
子実体は傘と柄からなり、大きさにかなりばらつきがある。傘は円形から不正円形で中央がくぼむ漏斗形、傘径は3 - 10センチメートル (cm) の不正円で、周囲は浅く裂けてフリル状に波打つ。幼菌のうちは丸山形で、のちに扁平に開く。表面は鮮やかな黄色から橙色で、粘性は無く平滑。
柄は長さは3 - 10 cmで、太さ5 - 20ミリメートル (mm) 、傘と同色または傘よりは淡い色、中実で下に向かって細まる。柄の根本は白色の綿毛状の菌糸で覆われている。柄は傘の中心からずれて着生する。
下面のヒダはいわゆる「しわひだ」で、傘上面と同色か白っぽい肌色、よく発達して柄に垂生し、しばしば交差、合流、分岐し、連絡脈も多数ある。肉は白色、表皮下は淡黄色で、やや厚く肉質。緻密で縦に裂け、アンズのような香りがあるといわれるが、香りが弱いこともある。
担子胞子は7 - 10 × 4 - 6.5マイクロメートル (μm) の楕円形、非アミロイド性。菌糸隔壁にクランプを有する。胞子は白色。

## 利用
日本における知名度は一般に低いが、世界中で食用菌として非常に重宝されている。フランスではジロールと呼ばれるアンズタケの亜種が、高級な食菌として扱われている。日本で流通しているジロールは、ほとんどがフランスからの輸入品である。フランス産のものは日本産のものよりも大型で、アンズの香りもはるかに強い。日本産アンズタケはヨーロッパ産の食用種に比べて匂いが薄いといわれるが、アンズのような爽やかな香りがあるので和名のもとになっている。毒成分を含むという報告もあるため、注意を要する。
淡泊な味わいで薄味の料理に向いている。アンズのような香りとコショウのようなピリッとした味で、鶏卵、カレー、鶏肉、豚肉、仔牛肉などと良く合い、ピザのトッピングやシチュー、マリネ、炒め物、フライ、クレープの具などに用いられる。新鮮なものはオムレツや煮込み料理にして楽しまれる。和風ですまし汁の具や、茹で下処理してから酢の物、マヨネーズ和え、すき焼きの具、きのこ汁にしてもよい。ジロールは味・香りとも良く、ソテーして肉料理の付け合わせに使われ、伝統的には鹿肉と合わせて食べられる。他にもアンズタケシャーベットなどのデザートにされることも多々ある。乾燥品は香りが強く、炊き込みご飯に向いている。
アンズタケに含まれる香り成分は、1-オクテン-3-オロールで、色素成分としてカロテン、リコペンを含んでいる。

## 毒性
優秀な食菌だが、猛毒のアマトキシン類と胃腸系の毒性を持つノルカペラチン酸がごく微量だが検出されている。
またセシウム137などの放射性重金属を特異的に蓄積しやすい性質がある。ヨーロッパではかつて安全な食用菌として珍重されたが、微量毒成分と放射性重金属を特異的に蓄積することが明らかになると食用菌としての信頼性が揺らいで、チェルノブイリ原発の事故の影響によって放射能汚染された輸入アンズタケが積み戻し処分になった事例もある。
福島第一原子力発電所以後の東日本においても放射性物質が検出されており、2017年現在、山梨県・静岡県で採取されたアンズタケから規制値の100 Bq/kgに近い放射性セシウムが検出されている。厚生労働省や県は該当地域での採取・出荷及び摂取の自粛を呼び掛けていた。

## 類似種
アンズタケの仲間は傘の形が上に開き、中央がくぼんだ形をした漏斗形で、傘の縁はヒダのように不揃いになっている。アンズタケの仲間は学名や和名がまだついていない種もあり、他の毒キノコと同様にアンズタケによく似たキノコは多く、不注意に食べてはいけないといわれる。
- ヒナアンズタケ（Cantharellus minor）：アンズタケより小型。食用
- トキイロラッパタケ（C. luteocomus）：極めて小型で、傘裏のヒダの彫りが浅い[5]。色は朱鷺色から淡黄色で、ときに白色[5]。食用
- ベニウスタケ（C. cinnabarius）：アンズタケに似ているが、より小型、色は赤みがかった橙色から朱色。
- ヒロハアンズタケ（Hygrophoropsis aurantiaca）：アンズタケより小型。色はより鮮やか。食用
- シロアンズタケ（Gomphus pallidus）：白からクリーム色。食用
- 和名不明（Omphalotus olearius）：英名ジャック・オー・ランタン。ツキヨタケと同属の毒キノコ。ひだが分岐せず、傘は薄い。また暗所で発光する。

## 文化
キノコそのものではないが、テット・ド・モワンヌというチーズによく使われる「ジロール」と呼ばれるチーズ削り器があり、
刃の付いたハンドルをクルクル回して薄くスライスすと、削ったフリル状のチーズは自然とまるまり、
その様子がキノコの「ジロール」に似ているためこのように呼ばれている。